# Nučič
Nučič (tudi "Nuzhizh") je priimek več znanih Slovencev:
- Albert Nučič (1907–1977), elektrotehnik, šolnik
- Franc Nučič (1929–2009), pravnik
- Črtomir Nučič (1909–1969), kemik
- Hinko Nučič (1883–1970), gledališki igralec, režiser, organizator in pedagog

Prvi iz rodbine Nučič je bil na teritoriju sedanje Slovenije prebegli uskok iz Črne Gore, naseljen v Vojni krajini (Žumberak, Bela Krajina). Odlikoval se je v vojnah s Turki in ob turških vpadih na Kranjsko branil zemljiško posest fevdalnih gospodov »Turjačanov« (Auerspergov).  
Turjačani, ki so bili vojaški poveljniki v Vojni krajini, so si s svojimi ministriali in militi z zmagami v bitkah s Turki  na podlagi svojih zaslug v 17. stoletju pridobili baronat in grofovstvo ter so bili povzdignjeni v državne kneze, nato pa v vojvode Kočevja. Večkrat so bili tudi Kranjski deželni glavarji. Odlikovali so se kot vojaški poveljniki v Vojni krajini in v vojnah proti Turkom – zlasti general, dvorni vojni svetnik in vrhovni poveljnik Vojne krajine Andrej Turjaški z zmago v bitki pri Sisku leta 1593.
Turjačani so imeli posest tudi na gradu Čušperk in so zaradi vojaških zaslug ter pripravljenosti na obrambo naselili NUČIČA in njegovo rodbino v lovski postojanki Vodice (v bližini gradu Čušperk – danes pojmovan kot Stari Grad), z zadolžitvami v vojnah, kot vojaki, v miru pa kot gozdni in lovski čuvaji ter oskrbniki Turjačanov z divjačino. 